# NGC 3728
NGC 3728 is een spiraalvormig sterrenstelsel in het sterrenbeeld Leeuw. Het hemelobject werd op 10 april 1785 ontdekt door de Duits-Britse astronoom William Herschel.

## Synoniemen
- UGC 6536
- MCG 4-27-61
- ZWG 126.87
- NPM1G +24.0248
- PGC 35669